# Ken Olin
Kenneth Edward "Ken" Olin (nascido a 30 de julho de 1954) é um ator, director e produtor norte-americano. É conhecido pelo seu papel na série de televisão Thirtysomething, e mais recentemente como produtor executivo, diretor e ator convidado na série de televisão Brothers & Sisters (2006–2011).

## Carreira
Como ator, Ken fez de Michael Steadman em Thirtysomething (1987–1991)
e de Dr. Roger Cattan em L.A. Doctors (1998–1999). É também conhecido pela sua atuação como Detetive Harry Garibaldi em Hill Street Blues e pela série de curta duração mas muito elogiada EZ Streets. Ken também atuou em várias outras séries de televisão como Alias (como David McNeil), Falcon Crest (Christopher Rossini) e Murder, She Wrote. Em 1995, Ken Olin fez de Bradly Morris Cunningham no filme feito para TV Dead by Sunset transmitido no canal de televisão norte-americano Lifetime. O filme era baseado no livro best-seller Dead by Sunset, escrito pela autora Ann Rule.
Antes de trabalhar em Brothers & Sisters, Ken produziu e dirigiu a série Alias mas também L.A. Doctors, The West Wing, Felicity, Judging Amy, Freaks and Geeks, Thirtysomething e EZ Streets.
Em 2012, Ken participou no piloto Americana, da ABC.

## Vida pessoal
Olin nasceu em Chicago, Estado do Illinois, filho de um antigo oficial Corpo da Paz e proprietário de uma empresa farmacêutica. Foi criado em Highland Park, Illinois. Formou-se na The Putney School em Putney, Estado do Vermont em 1972. É formado em Literatura Inglesa pela Universidade do Estado da Pennsylvania. Posteriormente, completou os seus estudos na Universidade da Pennsylvania. É casado com a sua colega de Thirtysomething e de Brothers & Sisters, Patricia Wettig, com quem tem um filho, chamado Clifford, e uma filha, chamada Roxanne (mais conhecida por "Roxy") que faz uma participação em The City. Ken Olin é judeu.